# بيت المجاحزي (الحيمة الداخلية)

تعديل مصدري - تعديل

بيت المجاحزي هي إحدى قرى عزلة الأحبوب بمديرية الحيمة الداخلية التابعة لمحافظة صنعاء، بلغ تعداد سكانها 298 نسمة حسب تعداد اليمن لعام 2004.